# Shalrie Joseph
Shalrie Joseph (ur. 24 maja 1978 w Saint George’s) – grenadyjski piłkarz grający najczęściej na pozycji defensywnego pomocnika. Reprezentant Grenady i król strzelców SuperLigi 2008.

## Początki
Joseph jako nastolatek przeniósł się wraz z rodziną do amerykańskiego Brooklynu. Grał w uniwersyteckich drużynach podczas nauki w nowojorskich Bryant & Stratton College oraz St. John’s University.

## Kariera klubowa

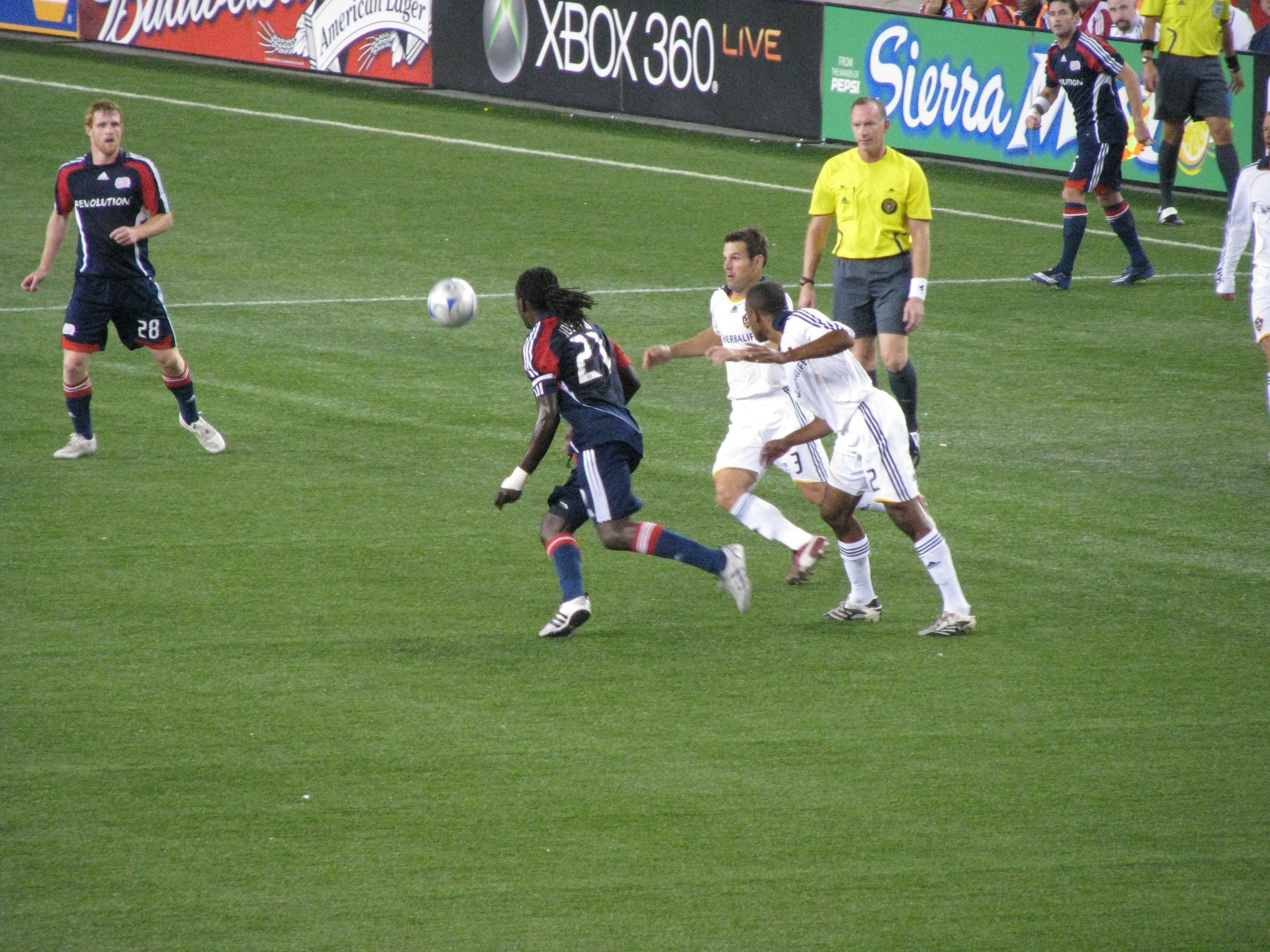
Joseph w barwach „Revs” podczas meczu z Los Angeles Galaxy

Za pośrednictwem MLS SuperDraft 2002 dostał się do drużyny New England Revolution, ale do tego zespołu dołączył dopiero w 2003 roku, gdyż przez cały sezon trenował w Niemczech i Włoszech.
Niedługo potem zrezygnował z poszukiwań klubu w Europie i występował w New York Freedom. Po dołączeniu w końcu do drużyny Revolution szybko okazał się jednym z najbardziej utalentowanych defensywnych pomocników w lidze. Został kapitanem „Revs” w 2005 roku, czterokrotnie zostawał wybieranym do najlepszej jedenastki sezonu oraz wywalczył tytuł mistrza i króla strzelców SuperLigi 2008. Był też powołany do drużyny MLS All-Star w 2008 roku.
Dobra gra Grenadyjczyka zaowocowała w sierpniu 2006 opiewającą na milion dolarów ofertą z Celticu Glasgow, jednak została ona odrzucona przez zarząd MLS. Pół roku później Celtic ponownie złożył ofertę kupna Josepha, tym razem wynoszącą 2 miliony dolarów, która ponownie została odrzucona przez MLS.

## Kariera reprezentacyjna
Shalrie Joseph po raz pierwszy został powołany do reprezentacji Grenady w 2002 roku. W barwach kadry narodowej występował w Pucharze Karaibów, Złotym Pucharze CONCACAF 2009 i eliminacjach do Mundialu 2010.

## Osiągnięcia
New England Revolution
- Zwycięzca SuperLigi: 2008

Indywidualne
- MLS Best XI: 2005, 2007, 2008, 2009
- Król strzelców SuperLigi: 2008